# Olmeda del Rey
Olmeda del Rey ist ein Ort und eine zentralspanische Gemeinde (municipio) mit 123 Einwohnern (Stand: 2024) im Norden der Provinz Cuenca in der Autonomen Region Kastilien-La Mancha. 

## Lage und Klima
Olmeda del Rey liegt auf der Westseite des Iberischen Gebirges in einer Höhe von ca. 935 m. Die Provinzhauptstadt Cuenca befindet sich gut 28 Kilometer (Fahrtstrecke) nordnordwestlich. Das Klima im Winter ist gemäßigt, im Sommer dagegen warm bis heiß. Regen (ca. 477 mm/Jahr) fällt das ganze Jahr über.

## Bevölkerungsentwicklung
| Jahr      | 1970 | 1981 | 1991 | 2001 | 2011 | 2021 |
| Einwohner | 731  | 487  | 282  | 225  | 149  | 131  |

## Sehenswürdigkeiten

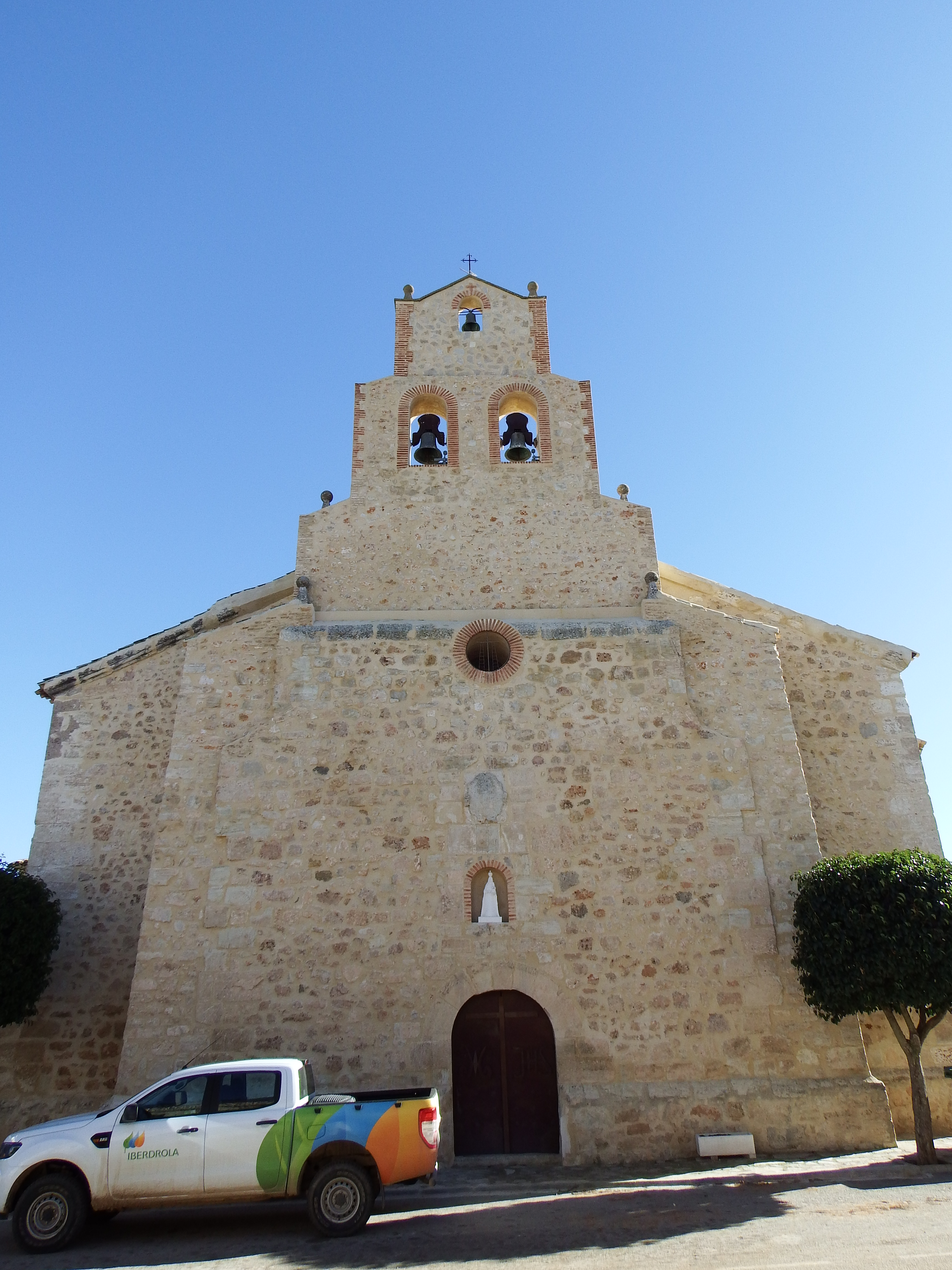
Kirche Mariä Schnee
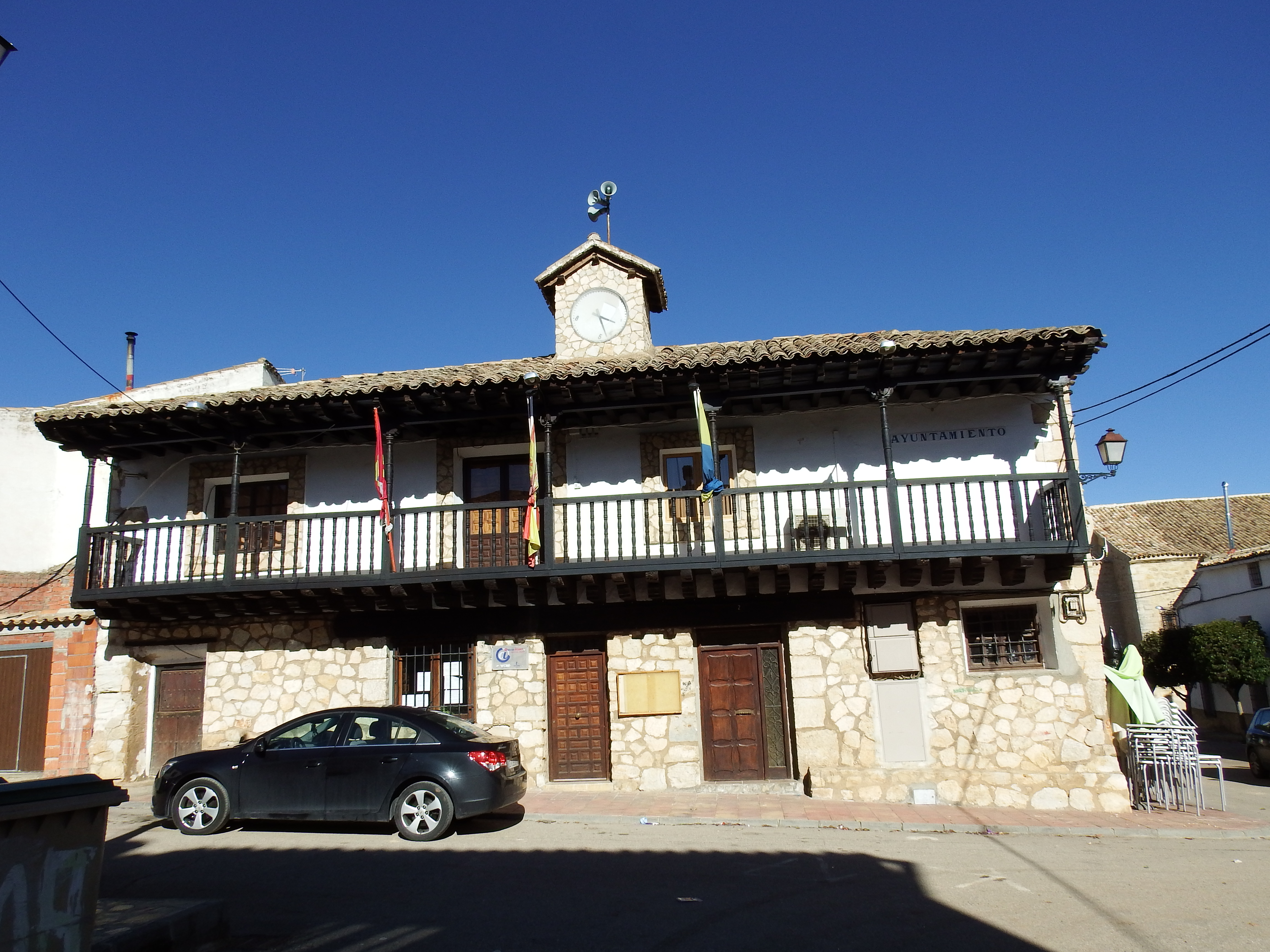
Rathaus

- Kirche Mariä Schnee
- Rathaus